# Resolución 54 del Consejo de Seguridad de las Naciones Unidas
La Resolución 54 del Consejo de Seguridad de las Naciones Unidas, adoptada el 15 de julio de 1948, determinó que la situación en Palestina constituía una amenaza a la paz en el sentido del Artículo 39 de la Carta de las Naciones Unidas. La resolución ordenó a todos los gobiernos y autoridades concernidas que desistieran de cualquier acción militar y que emitieran un alto el fuego a sus fuerzas militares y paramilitares para que entrara en vigor en el momento que determinara el mediador en los tres días siguientes. También declaró que el incumplimiento de esas órdenes demostraría la existencia de una violación de la paz en el sentido del artículo 39 de la Carta y requeriría un examen inmediato por el Consejo.
La Resolución ordenó además que, como cuestión de especial necesidad, se produjera un alto el fuego inmediato e incondicional en la Ciudad de Jerusalén al día siguiente. La Resolución instruía al Mediador de las Naciones Unidas a que prosiguiera sus esfuerzos para desmilitarizar la Ciudad de Jerusalén y garantizar el acceso seguro a la misma, y a que examinara las presuntas violaciones de las treguas anteriores establecidas por el Consejo y, a tal fin, pedía al Secretario General que le proporcionara el personal, la financiación y las instalaciones necesarias para llevar a cabo sus tareas.
La resolución fue aprobada con siete votos a favor. Siria votó en contra de la resolución mientras que Argentina, la RSS de Ucrania y la Unión Soviética se abstuvieron en la votación.